# Seznání bolesti
Seznání bolesti (La cognizione del dolore) je román italského spisovatele Carla Emila Gaddy. Román vycházel nejprve v letech 1938–1941 na pokračování v časopise Letteratura. Po svém knižním vydání roku 1963 obdržel mezinárodní cenu Premio Formentor de las Letras.
Na románu začal Gadda pracovat roku 1936 po smrti své matky, se kterou měl velmi komplikovaný vztah, což se stalo jedním z témat tohoto kvůli válce nedokončeného díla. Po jazykové stránce je dílo napsáno velmi velmi složitě, směsicí španělštiny, brazilské portugalštiny, neapolštiny, literární italštiny, vědeckého jazyka, byrokratického žargonu i neologismů.

## Obsah románu
Román se odehrává ve smyšlené latinskoamerické zemi Maradagàl, která právě ukončila válku se sousedním státem a je ve velkých ekonomických potížích (podobně jako Gaddova rodná Lombardie v době Mussoliniho režimu). Osou příběhu je zobrazení vztahu mezi matkou a jejím synem, posledními členy aristokratického rodu Pirobutirrů. Postava hlavního hrdiny románu Gonzala Pirobutirra má řadu autobiografických rysů. Gonzalo je ke své matce vázán oidipovským komplexem. Jednak ji nenávidí, jednak by ji chtěl mít jen pro sebe, a proto ničí veškeré vztahy, které by jeho matka mohla mít mimo rodinu. Když se například jeho matka snaží pomoci chudým a slabým, Gonzalo to chápe jako její pokus o odpoutání se od něj. K matce se chová hrubě, aby byl vzápětí stíhán pocitem viny a nepřekonatelnou citovou bolestí. Vzájemné soužití Gonzala a jeho matky se tak stává utrpením.
Dominantním Gonzalovým rozpoložením je pocit marnosti. K rodné vile, temné chátrající stavbě, nacházející se o samotě mimo vesnici, která je symbolem někdejší slávy a bohatství rodu Pirobutirrů, má velmi negativní vztah. Připomíná mu řadu traumatizujících zážitků z dětství a je pro něj vězením, které ho k sobě váže v neklidném věku dospělosti. Ženami opovrhuje, jde podle něj o méněcenné bytosti hodící se pouze pro roli mateřství, kterou však často stejně nezvládnou.
Na konci románu je matka nalezena ve vile smrtelně zraněná. Protože je román nedokončený, čtenář se nedozví, kdo nese za její smrt vinu. V náčrtcích k románu je ale z vraždy obžalován Gonzalo, který k tomu využije fašistickou organizaci Sdružení pro ochranu nočního klidu, která si původně kladla za cíl chránit občany a která se sama postupně stala zdrojem násilí.
Román tak obsahuje všechny základní motivy Gaddovy tvorby: ambivalentní rodinné vztahy, rozklad patricijských rodů, popis života během fašistického režimu a zobrazení stavu existenciální úzkosti současného člověka.

## Česká vydání
- Seznání bolesti, Mladá fronta, Praha 1969, přeložil Zdeněk Frýbort.